# Bassa de les Berengueres

La Bassa de les Berengueres, respecte del terme de Castellcir

La Bassa de les Berengueres és una bassa del, terme municipal de Castellcir, a la comarca del Moianès.
Està situada a la zona nord-occidental del terme, al sud-oest de la masia de les Berengueres, al sud-est de la Casa Nova del Verdeguer i al nord de la de Sant Jeroni.
Recull l'aigua de la Riera de Santa Coloma, a l'esquerra de la qual es troba, i està associada a dues poues que té en el seu entorn: la Poua de les Berengueres i la de Sant Jeroni. En aquesta bassa es preparaven les barres de gel abans de ser emmagatzemades en les poues esmentades.

## Etimologia
Es tracta d'una bassa pertanyent a la masia de les Berengueres, a migdia de la qual es troba.